# 千代流
千代流（ちよながれ）は、博多祇園山笠の運営における構成単位である流の一つである。戦後に誕生した比較的新しい流である。御笠川東岸の福岡市博多区千代が区域であり、千代小学校ならびに千代中学校の校区と重なり24ヶ町で構成される。町名町界整理前の旧町名では30数ヶ町となる。

## 概要
統一の当番法被（長法被）と水法被（ロゴは「千代」）を着用、締め込みは白と生成以外は禁止。舁き山と飾り山を立て、そのうち飾り山は流内の西部ガス本社前に立つ。各町からの山笠運営委員の協議により山笠の運営を担う当番町が選ばれる。流が校区と重なることから千代流単独の子供山笠も催している。

## 歴史
元々櫛田神社の氏子区域ではなかったが、大正初期に恵比須流と話し合い、恵比須流の加勢町として山笠に参加したのが始まり。
戦後初めて行われた昭和23年（1948年）の山笠では、五番山笠恵比須市千代校区として櫛田入りした。（この年は戦後直後で道路事情が整っていなかったため全流櫛田入りのみ行われた。）
翌年の昭和24年（1949年）に「大津流」として独立し一つの流を結成し山笠に参加した。
その翌年、昭和25年（1950年）、戦後山笠の復興に熱心だったことが博多祇園山笠期成会（後の博多祇園山笠振興会）に認められ正式に山笠に参加。この年、これまで町々で異なった水法被を流で統一する。背中には「千代」と書かれ、町名は襟に入れた。
流の名称も「千代流」と改め、正式に櫛田神社の氏子区域となった。近年では、千代流から氏子総代を出している。
昭和43年（1968年）、千代流の地区改正により、この年から愛好有志が流を支える。
昭和46年（1971年）、流当番制に移行。それまで4種類あった当番法被（長法被）を旧千代西地区のものに統一した。
昭和52年（1977年）「千代流運営委員会」が発足。流当番制から、再び当番町制度に戻るが、持ち回りではなく千代流運営委員会の協議により当番町を決める。

## 構成町
構成町は現在24ヶ町である。
・一丁目一区
・真砂町
・一丁目三区
・一丁目六区
・一丁目七区
・二丁目三区
・三丁目一区
・大学通住宅
・新博多
・大津町
・三丁目六区
・千代田住宅
・三丁目八区
・四丁目三区
・四丁目四区
・四丁目六区
・四丁目七区
・シャルマンコーポ博多
・美和住宅
・千代東住宅
・千代団地
・五丁目六区
・東浜住宅
・六高住宅

## 千代流独自の風習
千代流には複数の流独自の風習がある。
・舁き出し⋯舁き出しの1分前に博多祝い唄（祝い目出度）を歌う。
・回り止⋯回り止に到着後、博多手一本を入れる。
・お色直し⋯集団山見せ以降、舁き山笠及び飾り山笠の山笠人形や飾りに手を加えられる事がある。
・親子対面式⋯舁き山笠と子供山笠が対面し、互いに激励の言葉を述べて、最後に博多手一本を入れる。
・子供旗⋯千代流では招き板の代わりに、各町毎に色が異なる「千代流」と書かれた旗を先走りの子供が持つ。元々は他の流同様に招き板も使われていたが、現在は子供旗だけである。